# アルベルト・ヌーニェス・フェイホー
アルベルト・ヌーニェス・フェイホー（スペイン語: Alberto Núñez Feijóo: スペイン語発音: [alˈβeɾto ˈnuɲeθ fejˈxoo]: ガリシア語発音: [aːlˈβeɾtʊ ˈnuɲeθ fejˈʃoʊ]、1961年9月10日 - ）は、スペイン・オウレンセ県オウレンセ出身の政治家。2022年から国民党(PP)党首を務めている。2009年から2022年までガリシア州首相を務めた。

## 経歴

### 初期の経歴
1961年9月10日、ガリシア地方のオウレンセ県オウレンセに生まれた。父親は工事現場監督のサトゥルニーノ・ヌーニェス、母親はシラ・フェイホーである。高校卒業までをオウレンセで過ごし、サンティアゴ・デ・コンポステーラ大学に進学して法学を学んだ。1985年からはガリシア州政府で公務員として働いた。
1996年スペイン議会総選挙後に国民党(PP)のホセ・マリア・アスナールがスペイン首相に就任すると、ガリシア州出身のロマイ・ベクカリーアが健康大臣に就任し、ベクカリーアによって国民健康機関(INSALUD)の長官に任命された。これを機にガリシア州からマドリードに移り、2000年には郵便・電信公社の社長に就任した。2003年にはガリシア州に戻り、マヌエル・フラガ・イリバルネガリシア州首相の下で域内政策・公共事業・住宅担当大臣に就任した。2004年9月にはガリシア州政府第一副首相に就任した。

### ガリシア州議会議員時代
2005年6月、国民党からガリシア州議会選挙に出馬して初当選した。国民党は75議席中37議席を獲得して第1党となったが、過半数の38議席にはわずかに及ばなかった。州首相指名投票ではガリシア社会主義者党とガリシア民族主義ブロックが協力したことで、ガリシア社会主義者党のエミリオ・ペレス・トウリーニョが州首相に就任し、国民党は野党に転落した。これを機に党内抗争が起こると、2006年にはマヌエル・フラガ・イリバルネの後任として国民党ガリシア州支部の支部長に就任した。

### ガリシア州首相時代
2009年3月のガリシア州議会選挙には国民党の筆頭候補（州首相候補）として臨んだ。国民党は75議席中過半数の38議席を獲得して第1党となり、4月18日にガリシア州首相に就任した。2012年のガリシア州議会選挙では議席数を増やして41議席を獲得し、ガリシア州首相に再選（2選）された。2016年のガリシア州議会選挙でも41議席を獲得し、ガリシア州首相に再選（3選）された。2022年5月に州首相を退任。

### 国民党党首
2022年4月2日の国民党大会ではパブロ・カサードの後任の新党首に選出された。5月24日にはガリシア州議会にて上院議員に選出され、2005年から17年間務めていた州議会の議席を放棄した。2023年7月23日に執行された総選挙で国民党は議席数を伸ばし第1党となったものの過半数には至らず、次期首相選びは混迷を極めた。8月22日には国王フェリペ6世より組閣を要請されたものの、過半数を確保する目処が立っていなかったため、当初からうまくいくとは目されていなかった。9月27日に下院議会で執行された首相就任への信任投票は可決に賛成票176票を要するところを172票にとどまり（178票が反対）、9月29日の第2回目投票でも賛成173、反対177票と再び否決されたため、首相就任はならなかった。

## 人物
2000年から2012年まで、ジャーナリストのカルメン・ガミルと交際していた。2013年からザラホームのディレクターであるエバ・カルデナスと交際しており、2017年2月15日には息子が誕生した。